# اریک دبلیو کوکران
اریک دبلیو کوکران (انگلیسی: Eric W. Cochrane; ۱۳ مهٔ ۱۹۲۸ – ۲۹ نوامبر ۱۹۸۵) تاریخ‌نگار اهل ایالات متحده آمریکا بود.
وی همچنین برندهٔ جوایزی همچون برنامه فولبرایت شده‌است.